# Oldenlandia vaginata
Oldenlandia vaginata är en måreväxtart som först beskrevs av Carl Ludwig von Blume och Dc., och fick sitt nu gällande namn av Karl Moritz Schumann. Oldenlandia vaginata ingår i släktet Oldenlandia och familjen måreväxter.
Artens utbredningsområde är Moluckerna. Inga underarter finns listade i Catalogue of Life.